# 波辛彗星
波辛彗星 （正式名称为85P/Boethin）是一颗周期彗星，1975年由里歐·波辛（Reverend Leo Boethin）发现。它在1986年1月按照预测出现。同时科学家还预测它会在1997年4月再度出现，但那时却未能如愿观测到它。
它本来被选做NASA的EPOXI任务在2008年12月飞越的对象。但那时却得到无法精确定位，这可能是因为彗星已经碎裂了。